# Chang Ming-huang
Chang Ming-huang (chiń. upr. 张铭煌; chiń. trad. 張銘煌; pinyin Zhāng Mínghuáng; ur. 7 sierpnia 1982 w Taizhong) – tajwański lekkoatleta, początkowo specjalizujący się w rzucie dyskiem, od 2006 występujący głównie w pchnięciu kulą.

## Osiągnięcia
- złoty medal mistrzostw świata juniorów młodszych (rzut dyskiem – Bydgoszcz 1999)
- brąz igrzysk azjatyckich (pchnięcie kulą – Doha 2006)
- srebrny medal mistrzostw Azji (pchnięcie kulą – Amman 2007)
- brąz Uniwersjady (pchnięcie kulą – Bangkok 2007)
- srebrny medal mistrzostw Azji (pchnięcie kulą – Amman 2007)
- srebro halowych igrzysk azjatyckich (pchnięcie kulą – Hanoi 2009)
- srebrny medal mistrzostw Azji (pchnięcie kulą – Guangdong 2009)
- brązowy medal igrzysk azjatyckich (pchnięcie kulą – Kanton 2010)
- złoto mistrzostw Azji (pchnięcie kulą – Kobe 2011)
- srebro mistrzostw Azji (pchnięcie kulą – Pune 2013)
- brąz igrzysk Azji Wschodniej (pchnięcie kulą – Tiencin 2013)
- srebrny medal igrzysk azjatyckich (pchnięcie kulą – Incheon 2014)
- srebrny medal mistrzostw Azji (pchnięcie kulą – Wuhan 2015)

Chang reprezentuje swój kraj na wielu największych międzynarodowych imprezach, między innymi w 2008 zajął 40. miejsce w eliminacjach do finału pchnięcia kulą podczas igrzysk olimpijskich w Pekinie. Cztery lata później w Londynie wystąpił w finale pchnięcia kulą na igrzyskach olimpijskich.

## Rekordy życiowe
- pchnięcie kulą – 20,58 (2011) rekord Tajwanu
- rzut dyskiem – 56,93 (2003)
- rzut dyskiem (1,500 kg) – 64,14 (1999)
- pchnięcie kulą (hala) – 19,55 (2009) rekord Tajwanu